# Língua crioula de Monserrate
A língua crioula de Monserrate é uma variante da língua crioula inglesa de Barlavento, falada na ilha de Monserrate, um território ultramarino britânico no Caribe. Em 2001 havia 7 570 falantes dessa língua crioula, porém, muitos deles deixaram Monserrate após a erupção do vulcão Soufrière Hills, em 1995. A língua não tem o estatuto de língua oficial.